# Puente Viejo de Manresa
El Puente Viejo sobre el río Cardener a la entrada suroeste de Manresa. El puente ha sufrido varias destrucciones. De origen romano, la actual se trata de la reconstrucción fiel de un puente medieval también reconstruido en el siglo XII, del que sólo se conservan las bases del arco central. El puente, que fue destruido en 1939 y reconstruido entre los años 1960 y 1962, dibuja ocho arcos de medio punto con una altura máxima de 25 m sobre el caudal del río.
Fue declarado monumento histórico artístico en 1956,
por lo que es bien de interés cultural con categoría de monumento.
Junto con la Seu y la Cueva de San Ignacio, forman la silueta más característica de la ciudad.

## Leyenda

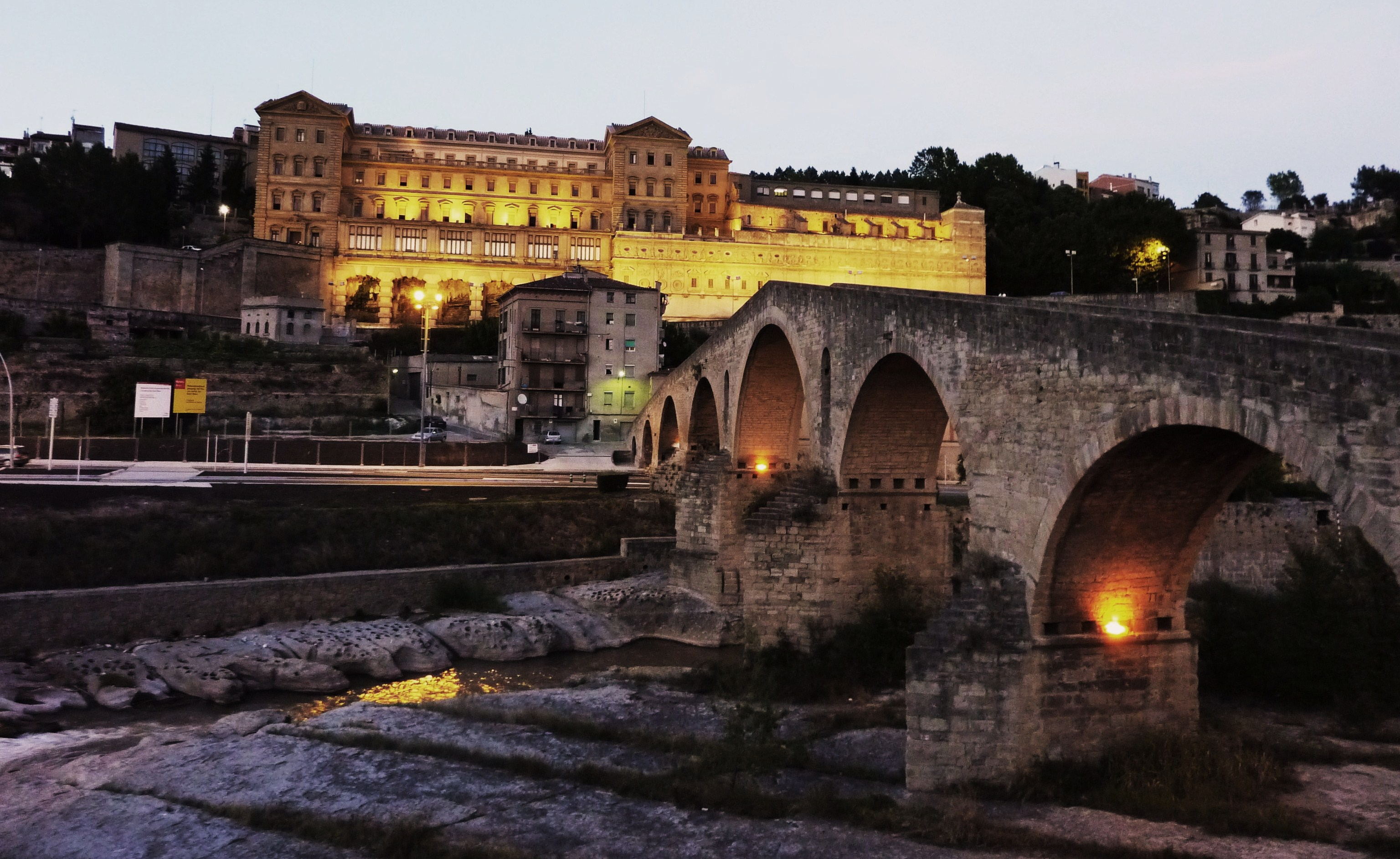
Puente Viejo y edificio de la Cueva de San Ignacio.

Una vez los demonios se apoderaron de la ciudad de Manresa y se instalaron bajo el Puente Viejo. Los diablos endemoniaban a todas las personas que pasaban. Los cónsules de Manresa, desesperados, pensaron que pidiendo las reliquias de un santo, los diablos se marcharían. Y así lo hicieron: pidieron las reliquias de San Valentín a los monjes del monasterio de San Benito de Bages. Tanto y tanto las pidieron que finalmente se las dejaron. Una vez bajo el Puente, las reliquias del santo asustaron a los diablos, que huyeron para siempre.
Los cónsules de Manresa quedaron maravillados cuando vieron el efecto que hacían las reliquias de San Valentín y decidieron que no las devolverían. Pero un día desaparecieron y nunca más volvieron a ver. Las reliquias fueron a parar sobre una colina en medio de un zarzas entre San Benedicto y San Fructuoso de Bages. Una pastorcilla que solía pastar por allí las encontró y las llevó a las autoridades eclesiásticas. En recuerdo del encuentro, en aquel lugar se construyó una capilla.